# Disputa di Lipsia

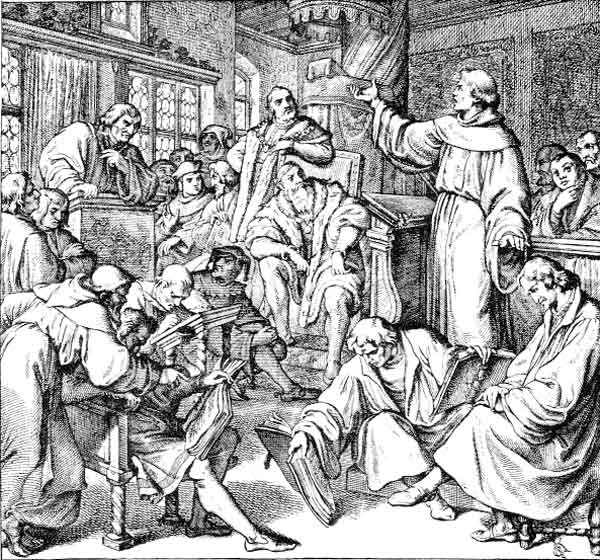
Leipziger Disputatio - vignetta

Si chiama Disputa di Lipsia o disputatio de Leipzig il dibattito teologico che ha avuto luogo nel 1519 tra il teologo cattolico Johannes Eck e i principali capi del movimento della Riforma, Martin Lutero, Andrea Carlostadio e Filippo Melantone a Lipsia. I temi principali sono stati il potere del Papa e l'autorità della Chiesa in materia di dottrina, il libero arbitrio dell'uomo di fronte alla Grazia e le indulgenze.

## Descrizione
Eck, uno strenuo difensore della dottrina Cattolica, aveva sfidato Carlostadio ad un dibattito pubblico sulle dottrine del libero arbitrio e della grazia di Dio.
Dal 1518, c'era stata una polemica teologica in forma scritta tra Eck e riformatori. Si era poi proposto una discussione e la stessa è stata organizzata dalla Università di Lipsia, dal 27 giugno al 16 luglio 1519, al castello di Pleissenburg (ora sede del municipio) a Lipsia.
Martin Lutero è arrivato a Lipsia e si è unito al dibattito nel luglio del 1519, su invito di Eck. Lutero ed Eck hanno ampliato i termini del dibattito, per includere questioni come il purgatorio, la vendita delle indulgenze, la necessità di metodi di penitenza e la legittimità dell'autorità papale.
Il discorso di apertura della disputatio fu pronunciato da Petrus Mosellanus che, alla fine, tenta di mediare tra le parti.
Eck ha difeso con forza l'autorità del Papa in materia dei Dogmi e dei concili, quando invece Lutero asseriva che poteva sbagliare. Gli studiosi di Wittenberg (Carlostadio e Melantone) hanno ritenuto che solo nelle Sacre Scritture (Sola Scriptura) dovremmo cercare di giustificare il primato del Papa, e per questo motivo Eck si era sentito obbligato a pubblicare nello stesso anno il suo De primatu Petri, l'apologia del papato contro la critica protestante.
Lutero ha sostenuto al contrario che né il Papa né il Concilio disponevano della suprema autorità in materia di fede. Successivamente constata durante la disputatio che le teorie di Jan Hus, condannato dal Concilio di Costanza, non erano tutte eretiche, ma Cristiane ed Evangeliche. Queste affermazioni sono state considerate così scandalose che il Duca Giorgio di Sassonia, (Giorgio il barbuto), maledisse quelle parole sobbalzando dalla sedia. Viene consumata la rottura definitiva tra Lutero e il Cattolicesimo Romano.
Un personaggio minore era il Consigliere del Principe elettore di Sassonia, Dottore in legge Hans Edler von der Planitz, che era stato inviato a nome dell'elettore Federico III di Sassonia, detto il Saggio per sostenere Lutero alla disputa di Leipzig. Planitz prese parte per Martin Lutero alla controversia e sostenne le sue tesi difensive contro Johann Eck. Lutero per questo ha ringraziato più tardi in una lettera i Principi elettori.
Il 15 luglio Johann Langius Lembergius, rettore dell'Università di Lipsia, ha pronunciato il discorso di chiusura della disputatio.
Un verdetto congiunto sui risultati della disputa doveva essere rilasciato dalla Università di Erfurt e dall'Università di Parigi, ma la Facoltà Teologica di Erfurt si ricusa. La facoltà di Parigi ha emesso un verdetto negativo sugli scritti di Lutero nel 1521, ma non fece alcun riferimento diretto alla disputa avvenuta a Lipsia.
Ciascuna delle due parti rivendica la vittoria per sé. Da un punto di vista storico possiamo dire che è durante la disputa di Lipsia che sono state definite in modo chiaro le principali differenze tra dottrina cattolica e protestante e che ebbe luogo la rottura finale tra la Chiesa di Roma e i luterani.

## Varie

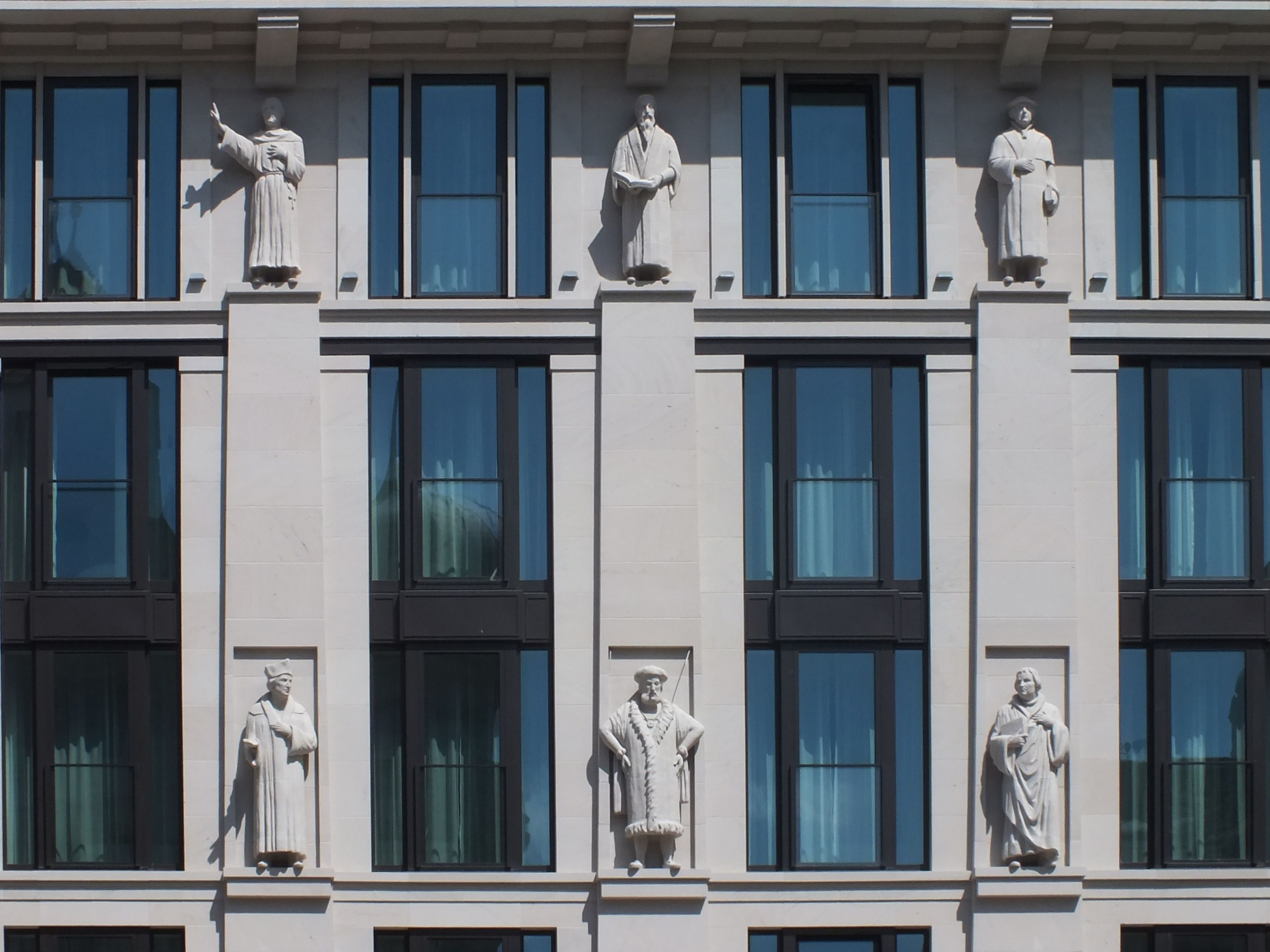
Figure alla facciata del edificio Burgplatz-Passage a Lipsia

La facciata del nuovo edificio Burgplatz-Passage (Passaggio della Burgplatz) a Lipsia, rivestita in arenaria, contiene sei figure a grandezza naturale con riferimento alla Disputa di Lipsia, avvenuta nel castello di Pleißenburg di fronte.